# Estenosi aòrtica
L'estenosi aòrtica és una valvulopatia que consisteix en una estenosi (estrenyiment) de la vàlvula aòrtica. Té major incidència en homes.

## Etiologia
- Congènita: vàlvula bicúspide
- Reumàtica: cursa amb afectació de la vàlvula mitral.
- Degenerativa: és la causa més freqüent. Es deu a la calcificació de la vàlvula.

## Semiologia
- Buf sistòlic d'ejecció
- Pols carotidi parvus i vibrat
- Diferència de pressió sistòlica entre l'artèria aorta i el ventricle esquerre. Un gradient de 40-50 mmHg és senyal de gravetat.

## Clínica
La majoria de les persones amb estenosi aòrtica no en presenten símptomes fins que la malaltia es troba en un estadi avançat.
Els símptomes generalment es presenten en persones amb estenosi aòrtica severa, tot i que també poden ocórrer a persones amb estenosi aòrtica de lleu a moderada i poden ser:
- Dispnea
- Angor
- Síncope
- Mort sobtada